# Condeau
Condeau est une ancienne commune française, située dans le département de l'Orne en région Normandie, devenue le 1er janvier 2016 une commune déléguée au sein de la commune nouvelle de Sablons sur Huisne.
Elle est peuplée de 355 habitants.

## Géographie
| Verrières               | Saint-Germain-des-Grois                                | Condé-sur-Huisne (comm. nouv. de Sablons sur Huisne) |
| Saint-Pierre-la-Bruyère | Condeau                                                | Condé-sur-Huisne (comm. nouv. de Sablons sur Huisne) |
| Saint-Pierre-la-Bruyère | Nogent-le-Rotrou (Eure-et-Loir), Margon (Eure-et-Loir) | Condé-sur-Huisne (comm. nouv. de Sablons sur Huisne) |

## Toponymie
Le toponyme Condeau est un diminutif de Condé, nom de la localité voisine dû à la confluence (gaulois condate) de l'Huisne et de la Corbionne,. Ce confluent est en limite des deux communes.
Le gentilé est Condoléen.

## Histoire
À la création des cantons, Condeau est chef-lieu de canton. Ce canton est supprimé lors du redécoupage cantonal de l'an IX (1801).
Le 1er janvier 2016, Condeau intègre avec deux autres communes la commune de Sablons sur Huisne créée sous le régime juridique des communes nouvelles instauré par la loi no 2010-1563 du 16 décembre 2010 de réforme des collectivités territoriales. Les communes de Condeau, Condé-sur-Huisne et Coulonges-les-Sablons deviennent des communes déléguées et Condé-sur-Huisne est le chef-lieu de la commune nouvelle.

## Politique et administration
| Période                                  | Période       | Identité        | Étiquette | Qualité  |
| ---------------------------------------- | ------------- | --------------- | --------- | -------- |
| ?                                        | mars 2001     | Solange Fanguin |           |          |
| mars 2001                                | mars 2008     | Michel Bezanier | SE        |          |
| mars 2008                                | décembre 2015 | Guy Chevalier   | SE        | Retraité |
| Les données manquantes sont à compléter. |               |                 |           |          |

Le conseil municipal était composé de onze membres dont le maire et deux adjoints. Ces conseillers intègrent au complet le conseil municipal de Sablons sur Huisne le 1er janvier 2016 jusqu'en 2020 et Guy Chevalier devient maire délégué.

## Démographie
En 2021, la commune comptait 355 habitants. Depuis 2004, les enquêtes de recensement dans les communes de moins de 10 000 habitants ont lieu tous les cinq ans (en 2005, 2010, 2015, etc. pour Condeau) et les chiffres de population municipale légale des autres années sont des estimations.
Condeau a compté jusqu'à 1 034 habitants en 1821.
| 1793 | 1800 | 1806  | 1821  | 1836 | 1841 | 1846 | 1851 | 1856 |
| ---- | ---- | ----- | ----- | ---- | ---- | ---- | ---- | ---- |
| 852  | 858  | 1 006 | 1 034 | 985  | 990  | 883  | 879  | 850  |

| 1861 | 1866 | 1872 | 1876 | 1881 | 1886 | 1891 | 1896 | 1901 |
| ---- | ---- | ---- | ---- | ---- | ---- | ---- | ---- | ---- |
| 821  | 828  | 766  | 761  | 721  | 696  | 624  | 572  | 557  |

| 1906 | 1911 | 1921 | 1926 | 1931 | 1936 | 1946 | 1954 | 1962 |
| ---- | ---- | ---- | ---- | ---- | ---- | ---- | ---- | ---- |
| 550  | 502  | 453  | 477  | 463  | 528  | 528  | 514  | 391  |

| 1968 | 1975 | 1982 | 1990 | 1999 | 2005 | 2010 | 2015 | 2019 |
| ---- | ---- | ---- | ---- | ---- | ---- | ---- | ---- | ---- |
| 340  | 216  | 321  | 369  | 323  | 396  | 415  | 421  | 370  |

## Lieux et monuments

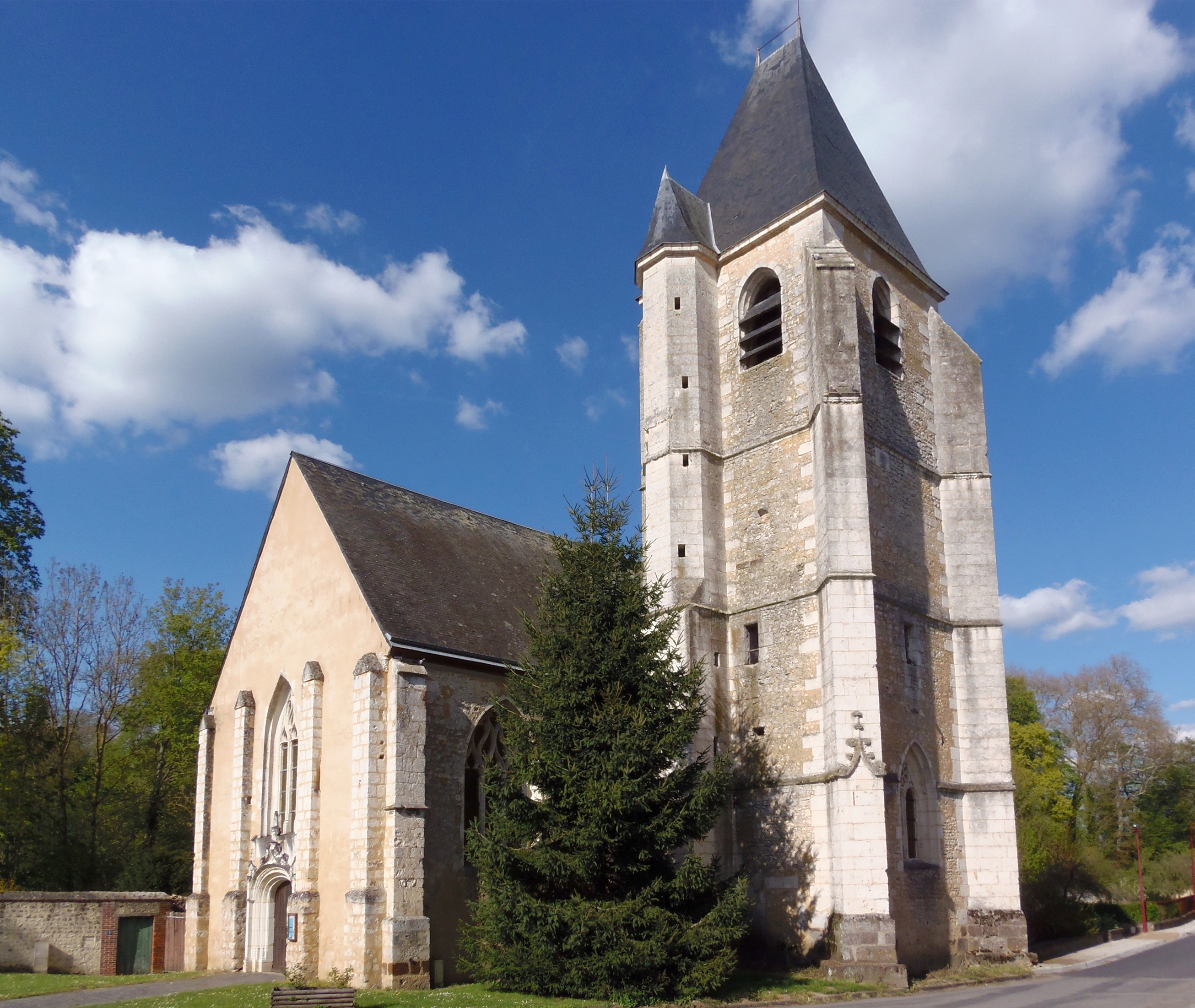
L'église Saint-Denis.

- Église Saint-Denis, du XVIe siècle. Elle abrite trois tableaux classés au titre objet aux Monuments historiques[11].
- Château de Villeray, du XVIIIe siècle, dont les façades, les toitures et l'escalier avec sa cage, sont inscrit au titre des monuments historiques par arrêté du 25 octobre 2002[12].
- Ancien moulin sur l'Huisne, devenu dépendance du château de Villeray.
- Manoir de Grand-Brolles, du XVIe siècle, chapelle.
- Chapelle de Radray.
- Mottes féodales de Villeray-en-Assé et de Villeray-en-Husson[13].

## Personnalités liées à la commune
- Gabriel-Sébastien François  (Condeau, 1733 - 1813), religieux et homme politique.
- Jacques-Claude Dugué d'Assé (Condeau, 1749 - 1830), homme politique.
- Robert-Jules Garnier (1883 - Condeau, 1958), chef décorateur.